# Chongyang
Chongyang  (en chino, 崇阳; pinyin, Chóng·Yáng) es un condado  bajo la administración directa de la Prefectura Xianning en la Provincia de Hubei, República Popular China.  Su área es de 1959 km² y su población total para 2010 superó los 400 mil habitantes. 

## Administración
Desde octubre de 2022, el  Condado Chongyang  se divide en 12 pueblos que se administran en 8 poblados y 4  villas.

## Toponimia
Los sinogramas que forman el topónimo son Chong (elevado) y Yang (norte o sur). Muchos lugares de China, en el nombre llevan "Yang" porque están situadas al norte de un río,o al sur de una montaña (siguiendo las tradición del Feng shui con el Yin y yang). 
Debido a que en su territorio se agrupan numerosas montañas elevadas (chong) y la sede del condado está ubicada al sur de esas montañas "yang" recibe el nombre Chongyang.